# Espostoa mirabilis
Espostoa mirabilis ist eine Pflanzenart in der Gattung Espostoa aus der Familie der Kakteengewächse (Cactaceae). Das Artepitheton mirabilis bedeutet ‚bewundernswert‘, ‚erstaunlich‘, ‚zauberhaft‘ und verweist das Erscheinungsbild der Art.

## Beschreibung
Espostoa mirabilis wächst strauchig bis baumförmig und erreicht Wuchshöhen von 2 bis 4 Metern. Die zylindrischen, dicht bedornten Triebe messen bis zu 9 Zentimeter im Durchmesser und sind an der Triebspitze mit dichter weißer Wolle bedeckt. Es sind 16 bis 25 gekerbte Rippen vorhanden auf denen sich eng beieinander stehende Areolen befinden. Der in der Regel einzelne, graue Mitteldorn, der auch fehlen kann, hat eine fuchsrote Spitze und ist 2 bis 5 Zentimeter (selten bis 7 Zentimeter) lang. Gelegentlich ist er viel kürzer und ähnelt den Randdornen. Die etwa 40 fein nadeligen, fuchsroten  Randdornen weisen eine Länge von 4 bis 7 Millimeter auf. Das bis zu 2 Meter lange Cephalium ist goldbraun bis rötlich braun.
Die weißen Blüten sind bis zu 5,5 Zentimeter lang. Die blutroten, zu ihrer Basis leicht spitz zulaufenden Früchte besitzen eine Länge von 1,5 bis 3 Zentimeter und einen Durchmesser von 1,5 bis 2 Zentimeter.

## Verbreitung, Systematik und Gefährdung
Espostoa mirabilis ist in Peru in den Regionen Amazonas, Cajamarca und La Libertad in der Talschlucht des Río Marañón in Höhenlagen von 1000 bis 1600 Metern verbreitet.
Die Erstbeschreibung erfolgte 1964 durch Friedrich Ritter.
In der Roten Liste gefährdeter Arten der IUCN wird die Art als „Least Concern (LC)“, d. h. als nicht gefährdet geführt.

## Nachweise